# Mercedes-Benz W 29
La Mercedes-Benz W29 est une série d'automobiles du constructeur allemand Mercedes-Benz dessinée par le designer Friedrich Geiger, et déclinée en de nombreuses carrosseries. Commercialisée de 1934 à 1939 sous le nom Mercedes-Benz 500K et 540K, elle se présente comme une voiture de sport puissante équipée d'un moteur 8 cylindres en ligne, au choix suralimenté par compresseur. 

## Historique
La nouvelle 500K remplaçant les modèles Mercedes-Benz SS/SSK fait sa première apparition à l'exposition automobile internationale (IAA) de Berlin en février 1934. Disponible en empattement court ou long, l'offre comprenait une gamme de berlines deux et quatre portes (voitures de tourisme), de coupés, roadsters et cabriolets.
La seconde série, la Mercedes-Benz 540K, a été présentée en octobre 1936 au Mondial de l'automobile de Paris. Elle disposait d'un plus gros moteur d'une cylindrée de 5 401 cm3 et la puissance du 8 cylindres est passée de 100 ch à 115 ch, de 160 ch à 180 ch lors du fonctionnement avec le compresseur. La plus puissante version atteint une vitesse de pointe de 170 km/h.

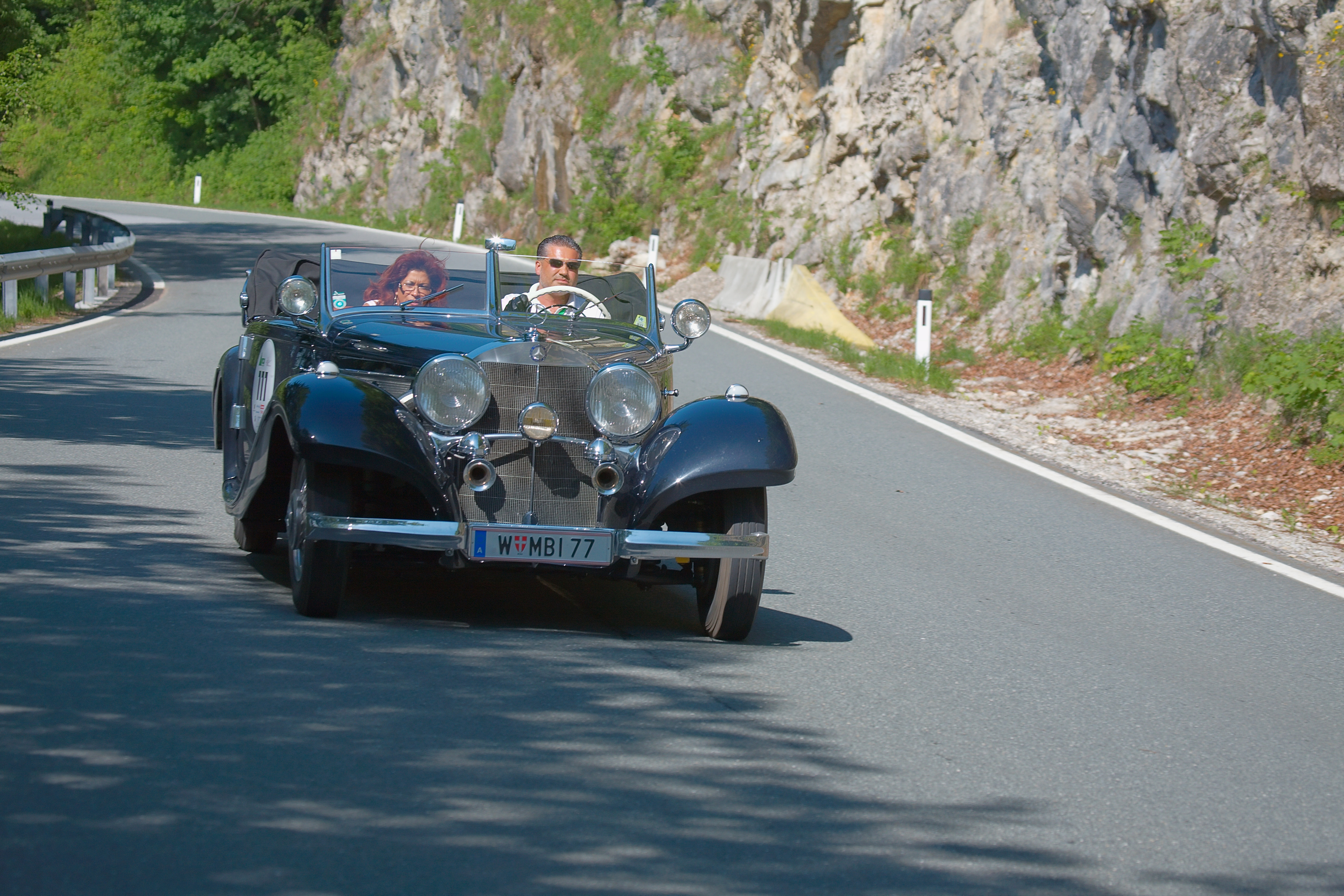
Mercedes-Benz 500K.
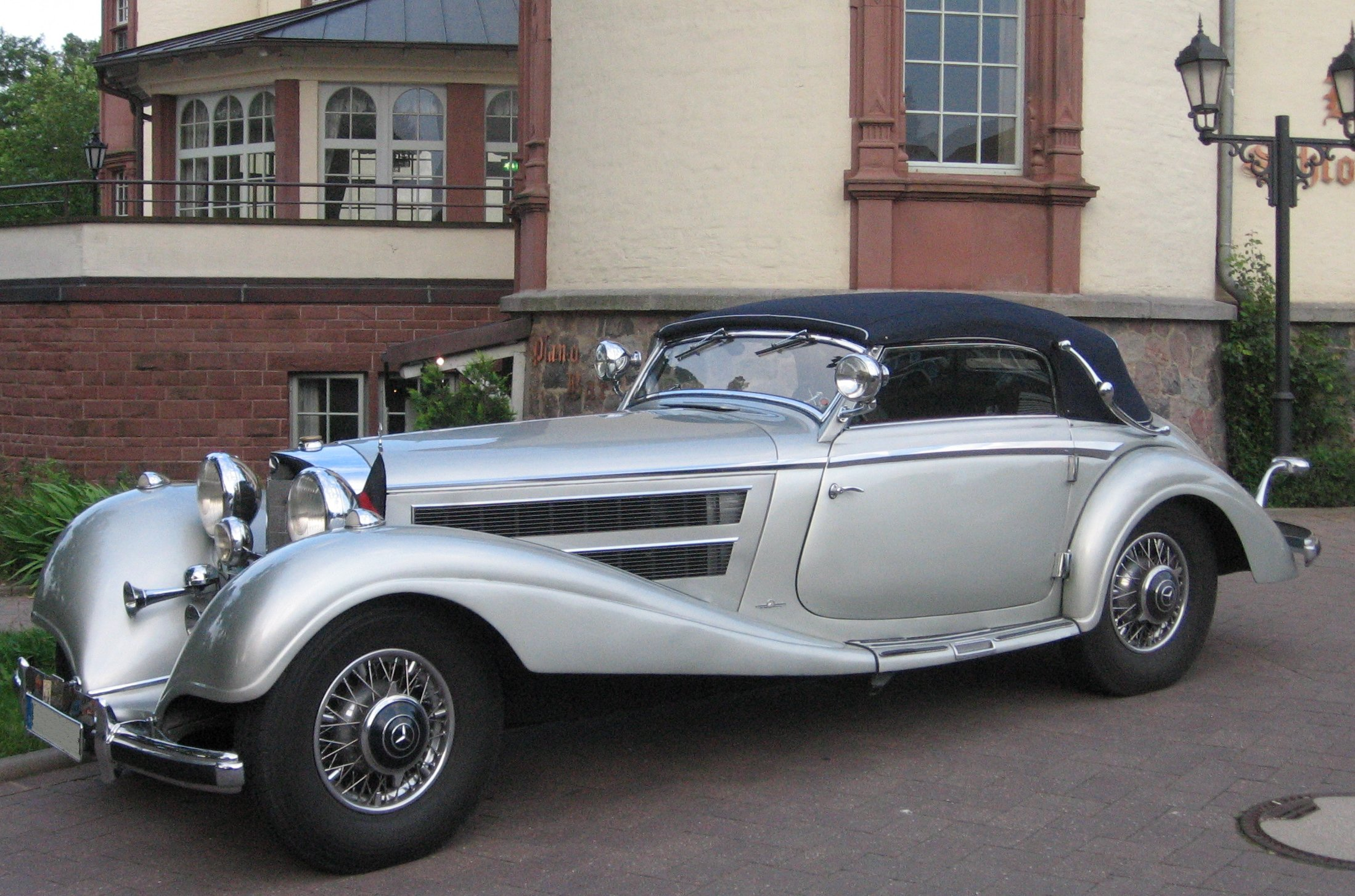
Mercedes-Benz 500K Roadster.
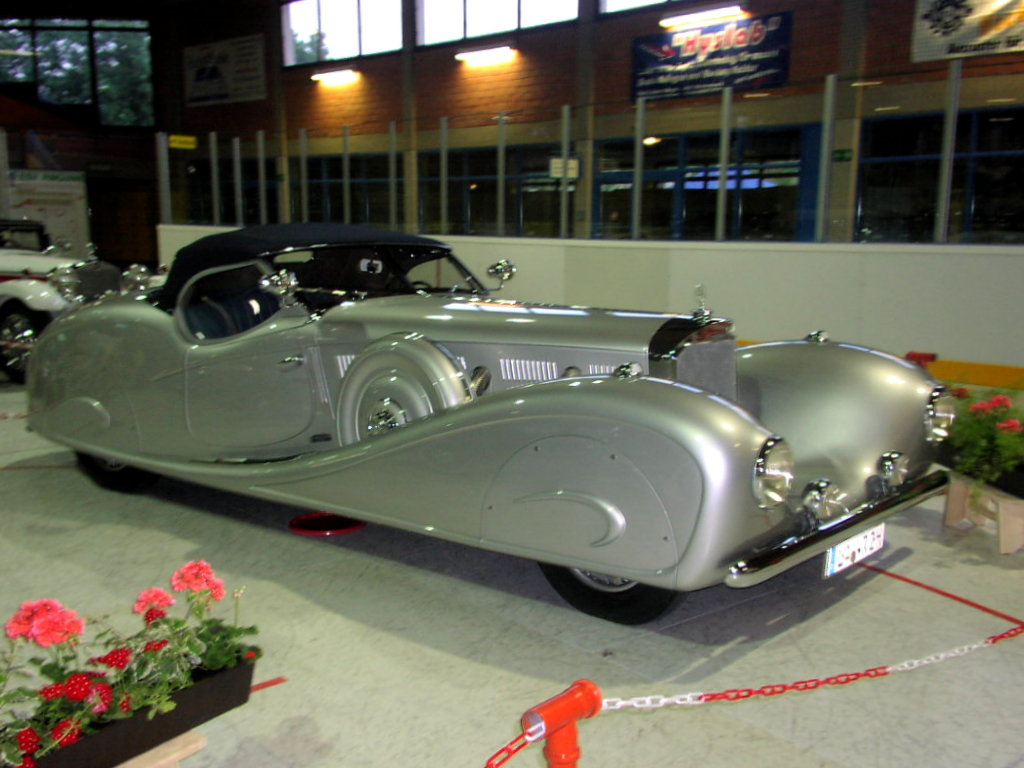
Mercedes-Benz 500K carrossée par Erdmann & Rossi de 1935.

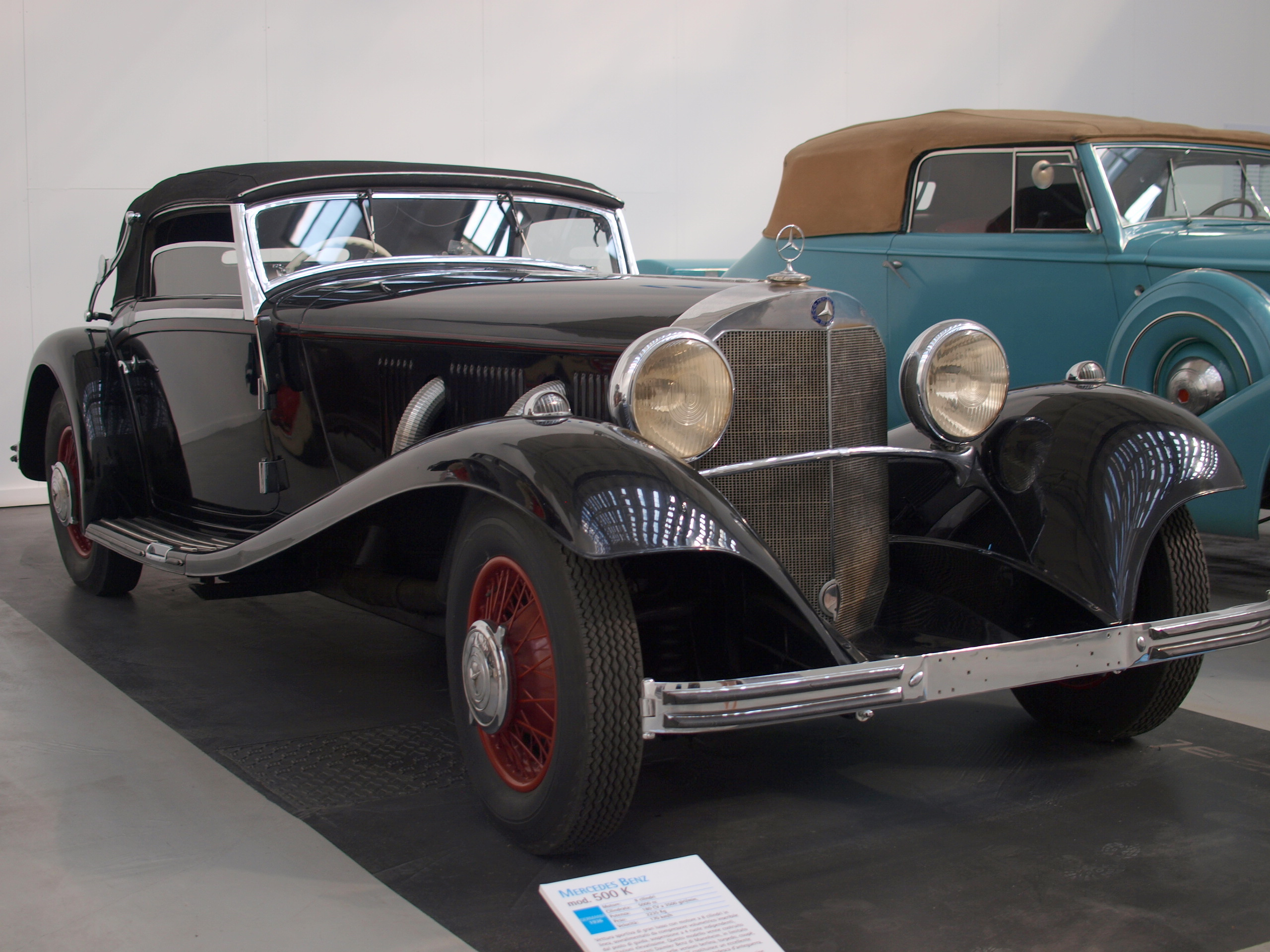
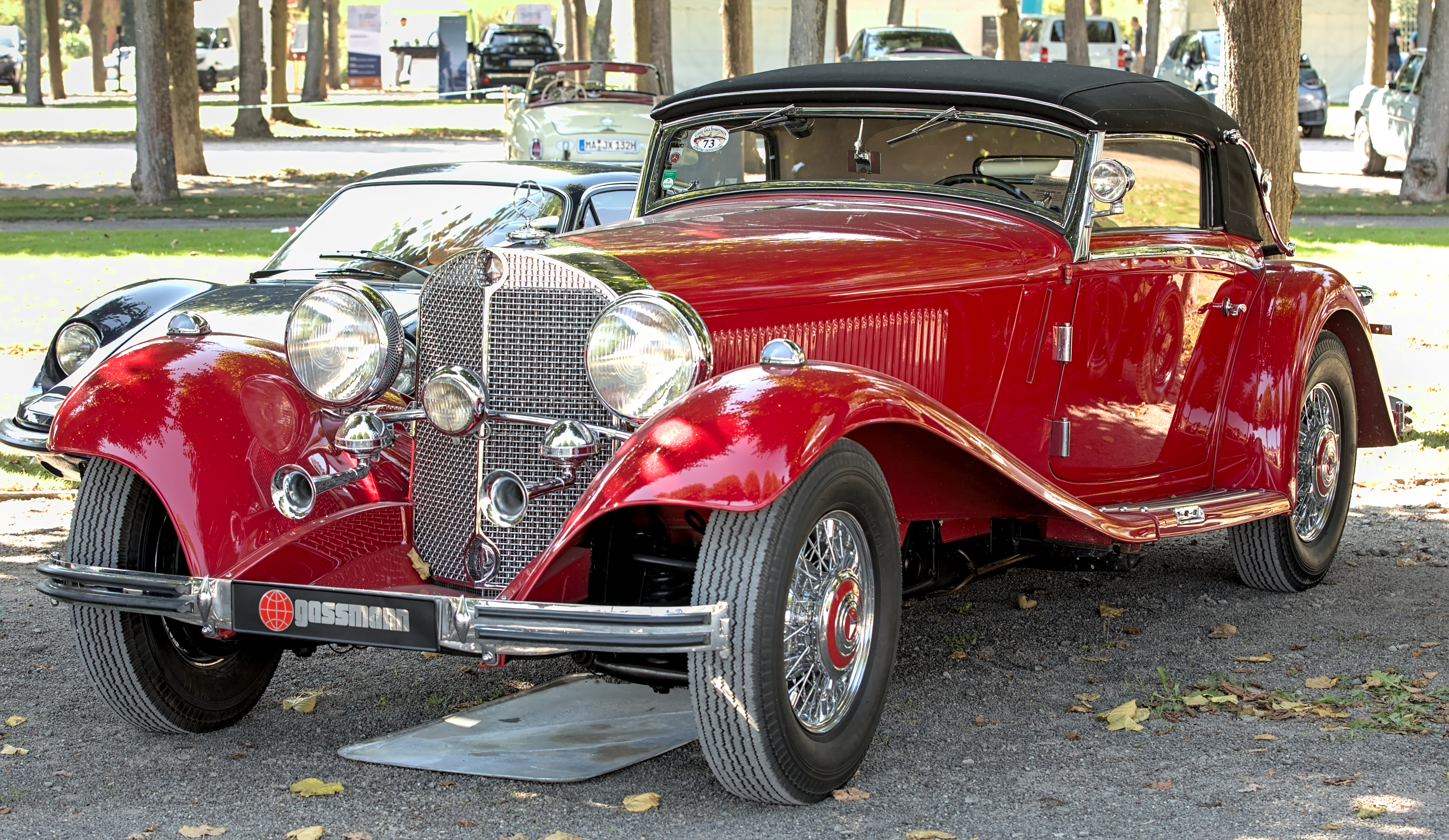